# Gymnasium Eckhorst
Das Gymnasium Eckhorst ist ein Gymnasium mit Musikzweig in Bargteheide in Schleswig-Holstein. Es ist seit 2018 eine Europaschule.

## Geschichte
Der Stormarner Kreistag beschloss 1983 die Gründung eines neuen Kreisgymnasiums in Bargteheide, welches nach dem 1972 gegründeten Kreisgymnasium am Schulzentrum (heute Kopernikus-Gymnasium) das zweite Gymnasium in Bargteheide sein sollte. Der Unterricht am neuen Gymnasium begann mit dem Schuljahr 1983/84. Das Gymnasium Eckhorst war als zweizügiges Gymnasium konzipiert und startete mit insgesamt 189 Schülern und 13 Lehrkräften. Der Unterricht begann mit sieben Klassen, die in Pavillonklassen am Kreisgymnasium am Schulzentrum untergebracht wurden. Mit Beginn des Schuljahrs 1984/85 bezog das Gymnasium sein  eigenes Schulgebäude am Stadtrand Bargteheides. Noch 1984 kam mit der Fertigstellung des zweiten Bauabschnitts eine Sporthalle hinzu. 1988/89 wurde im Stormarner Kreistag und in der Stadtverordnetenversammlung Bargteheide erwägt, das Gymnasium wieder aufzugeben, und den Standort für die heutige Anne-Frank-Schule Bargteheide zu nutzen. Dazu kam es jedoch nicht. Die ersten Abiturprüfungen wurden 1990 abgelegt.
Ein gemeinsames Lehrerzimmer wurde 2005 zusammen mit einem Requisitenkeller und dem sogenannten Physiktrakt erbaut. Ende 2014 wurde der vierte und letzte Bauabschnitt eröffnet, welcher den Musiktrakt, die Mensa und das Lern- und Medienzentrum beinhalten. Mit Stand 2023 ist das Gymnasium vierzügig und es unterrichten ca. 70 Lehrkräfte ungefähr 800 Schüler.

## Lehrangebot
In der Profiloberstufe werden nach Möglichkeit fremdsprachliche, sportliche, naturwissenschaftliche, ethische und gesellschaftswissenschaftliche Profile angeboten.
Zum Unterrichtsangebot gehören die Fremdsprachen Englisch, Latein, Französisch, Spanisch und Italienisch. Zudem können die Schüler an einem Austauschprogramm (z. B. mit Frankreich, Italien und Brasilien) teilnehmen. Es besteht die Möglichkeit das Wirtschaftspraktikum im europäischen Ausland zu absolvieren und der Vorbereitung und Erlangung der Sprachdiplome Cambridge, DELF und DELE.
Die Medienbildung findet seit 2013 im Lern- und Medienzentrum statt. Dort werden die Schüler von zwei FWD-Kräften unter der Leitung des schulfachlichen Koordinators betreut. Im Zentrum finden auch die Medienkompetenzprojekte und die Juleica-Ausbildungen statt.

## Projekte
Beim Wettbewerb Jugend debattiert treten jedes Jahr die Schüler der siebten bis elften Klasse zum Positionsaustausch gegeneinander an. Hierfür können sich die Schüler im Rahmen des Unterrichts oder in Arbeitsgruppen darauf vorbereiten. Wer sich weiterhin qualifiziert, kann am Landes- und Bundeswettbewerb teilnehmen.
Seit 2007 wurden fünf Klimaschutzprojekte am Gymnasium Eckhorst im 13. Jahrgang durchgeführt. Abgelöst wurde der Projektkurs durch Initiativen der „Klimawächter“ und einzelne Projekte, zum Beispiel im Rahmen der Profiloberstufe im Naturwissenschaftlichen Profil.

## Hörfunk und Schul-TV
Im Schuljahr 2009/10 wurde mit Hilfe des Schulvereins ein Hörfunkstudio Radio Eckhorst Bargteheide zur Ermöglichung mediendidaktischen Fachunterrichts und medienpädagogischer Angebote. Wenig später wurde das Gymnasium mit professionellem Sendeequipment UKW-sendefähig ausgestattet – als Außenstudio des Offenen Kanals Schleswig-Holstein. Dieses wurde 2013/2014 mit REBTV um ein Schul-TV ergänzt; dieses wird in den Sendestudios im Lern- und Medienzentrum der Schule produziert. In den zwei Medien-AGs können die Schüler der Mittel- und Oberstufe selbstverwaltet und begleitet von einem Lehrer und TV-/Hörfunkjournalisten ihr eigenes Schulradio und ihr eigenes Schul-TV gestalten.

## Schulpartnerschaften
- Collège Sainte Marie, Déville-Les-Rouen, Frankreich[13]
- Liceo Statale Polivalente “Quintiliano”, Siracusa, Italien
- Instituto Ballester, Buenos Aires, Argentinien
- IES Francisco Giner de los Ríos, Madrid, Spanien

## Auszeichnungen
Das Gymnasium Eckhorst ist Modellschule für digitales Lernen und seit 2018 Europaschule.

## Bekannte Schüler (Auswahl)
- David Kross (* 1990), Schauspieler

## Schulverein und Bildungsstiftung
Der Schulverein Gymnasium Eckhorst Bargteheide e.V. fördert erzieherische und unterrichtliche Aufgaben der Schule. Zudem leistet die Bildungsstiftung Gymnasium Eckhorst finanzielle Unterstützung für verschiedene schulische Aktivitäten und Projekte.